# Ana María Matute
Ana María Matute Ausejo, född 26 juli 1925 i Barcelona, död 25 juni 2014 i Barcelona, var en spansk författare.

## Biografi
Matute upplevde spanska inbördeskriget under sin barndom och grubblade över dessa händelser, vilket visas i hennes trilogi Los mercaderes och i Los hijos muertos. Hon skildrade ofta barnets värld och avståndet till de vuxna. Hennes stil är en färgstark realism.
Hon var medlem av Spanska akademien och tilldelades Miguel de Cervantes-priset 2010.

## Verk översatta till svenska
- [Bidrag]. I antologin Moderna spanska noveller (översättning Sonia Johansson och Kjell A. Johansson, Bonnier, 1964)
- 1964 – Fiesta i nordväst (översättning Åsa Styrman, Bonnier, 1964) (Fiesta al Noroeste, 1952)
- 1965 – Tidiga minnen: roman (översättning Åsa Styrman, Bonnier, 1965) (Primera memoria, 1960)
- 1966 – Soldaterna gråter om natten (översättning Åsa Styrman, Bonnier, 1966) (Los soldados lloran de noche, 1964)